# Hurecourt
Hurecourt ist eine französische Gemeinde im Département Haute-Saône in der Region Bourgogne-Franche-Comté.

## Geographie
Hurecourt liegt auf einer Höhe von 282 m über dem Meeresspiegel, drei Kilometer südwestlich von Vauvillers und etwa 32 Kilometer nordnordwestlich der Stadt Vesoul (Luftlinie). Das Dorf erstreckt sich im nördlichen Teil des Departements, im Tälchen des Ruisseau des Prés südwestlich der Höhe von Montdoré.
Die Fläche des 4,93 km² großen Gemeindegebiets umfasst einen Abschnitt in der leicht gewellten Landschaft östlich des oberen Saônetals. Der zentrale Teil des Gebietes wird von der Talniederung des Ruisseau des Prés eingenommen, der bei Hurecourt entspringt, aber schon nach kurzer Laufstrecke wieder versickert. Er gehört zum Einzugsgebiet des Ruisseau de la Sacquelle, der bei Montureux-lès-Baulay in die Saône mündet.
Flankiert wird das Tal auf beiden Seiten von einem Plateau, das teils landwirtschaftlich genutzt wird, teils mit Wald bestanden ist. Östlich der Talmulde befindet sich das Plateau von Hurecourt (bis 347 m). Nach Westen erstreckt sich das Gemeindeareal in die Waldung des Grand Bois (333 m), der die Wasserscheide zum Côney und der Saône bildet. Mit 350 m wird ganz im Norden am Hang des Drômont die höchste Erhebung von Hurecourt erreicht. In geologisch-tektonischer Hinsicht besteht das Gelände aus Muschelkalk der mittleren Trias. An verschiedenen Orten treten auch sandig-mergelige und kalkige Sedimente zutage, die während der Lias (Unterjura) abgelagert wurden.
Nachbargemeinden von Hurecourt sind Demangevelle im Norden, Montdoré im Osten, Polaincourt-et-Clairefontaine im Süden sowie Ormoy im Westen.

## Geschichte
Erstmals urkundlich erwähnt wird Hurecourt im Jahr 1150 unter dem Namen Oricortis. Seit 1303 ist die heutige Bezeichnung überliefert. Der Ortsname ist vom germanischen Personennamen Uro und dem altfranzösischen Wort cort (Gehöft) abgeleitet. Im Mittelalter gehörte Hurecourt zur Freigrafschaft Burgund und darin zum Gebiet des Bailliage d’Amont. Die lokale Herrschaft hatten die Vicomtes von Vesoul, Herren von Faucogney, inne. Das Kloster Clairefontaine hatte ebenfalls Grund- und Güterbesitz im Ort und besaß das Recht, den Zehnten einzutreiben. Zusammen mit der Franche-Comté gelangte das Dorf mit dem Frieden von Nimwegen 1678 definitiv an Frankreich.

## Sehenswürdigkeiten
Die Kirche Sainte-Marie-Madeleine wurde 1769 neu erbaut. Sie besitzt eine bemalte Statue der heiligen Magdalena aus Holz (16. Jahrhundert), Mobiliar und Kanzel aus dem 17./18. Jahrhundert sowie ein Prozessionskreuz (18. Jahrhundert). Der Calvaire bei der Mairie (Gemeindehaus) ist auf das Jahr 1695 datiert. Zu den weiteren Sehenswürdigkeiten zählen im unteren Dorfteil der Brunnen und das überdachte Lavoir, das einst als Waschhaus und Viehtränke diente.

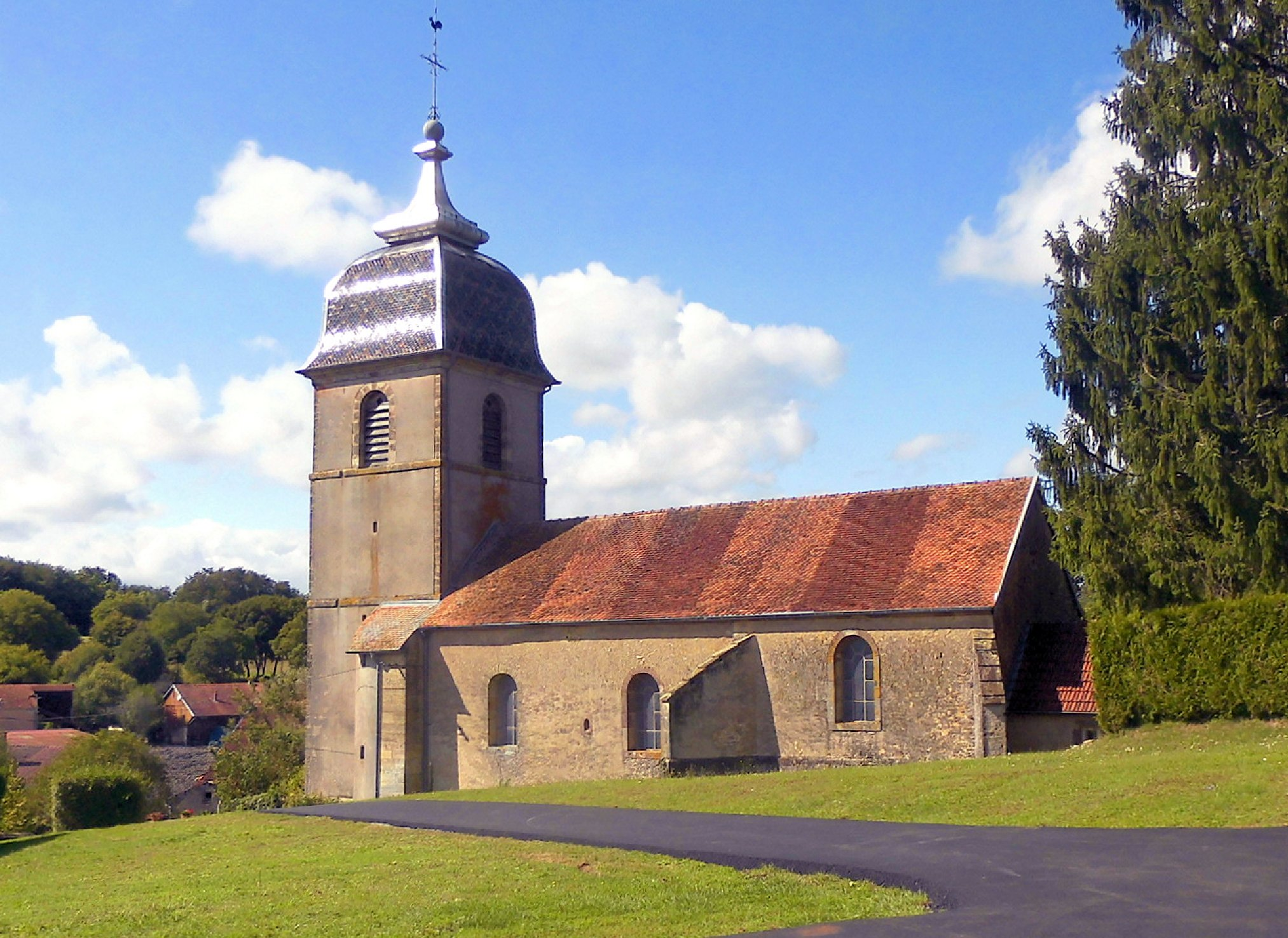
Kirche Sainte-Marie-Madeleine
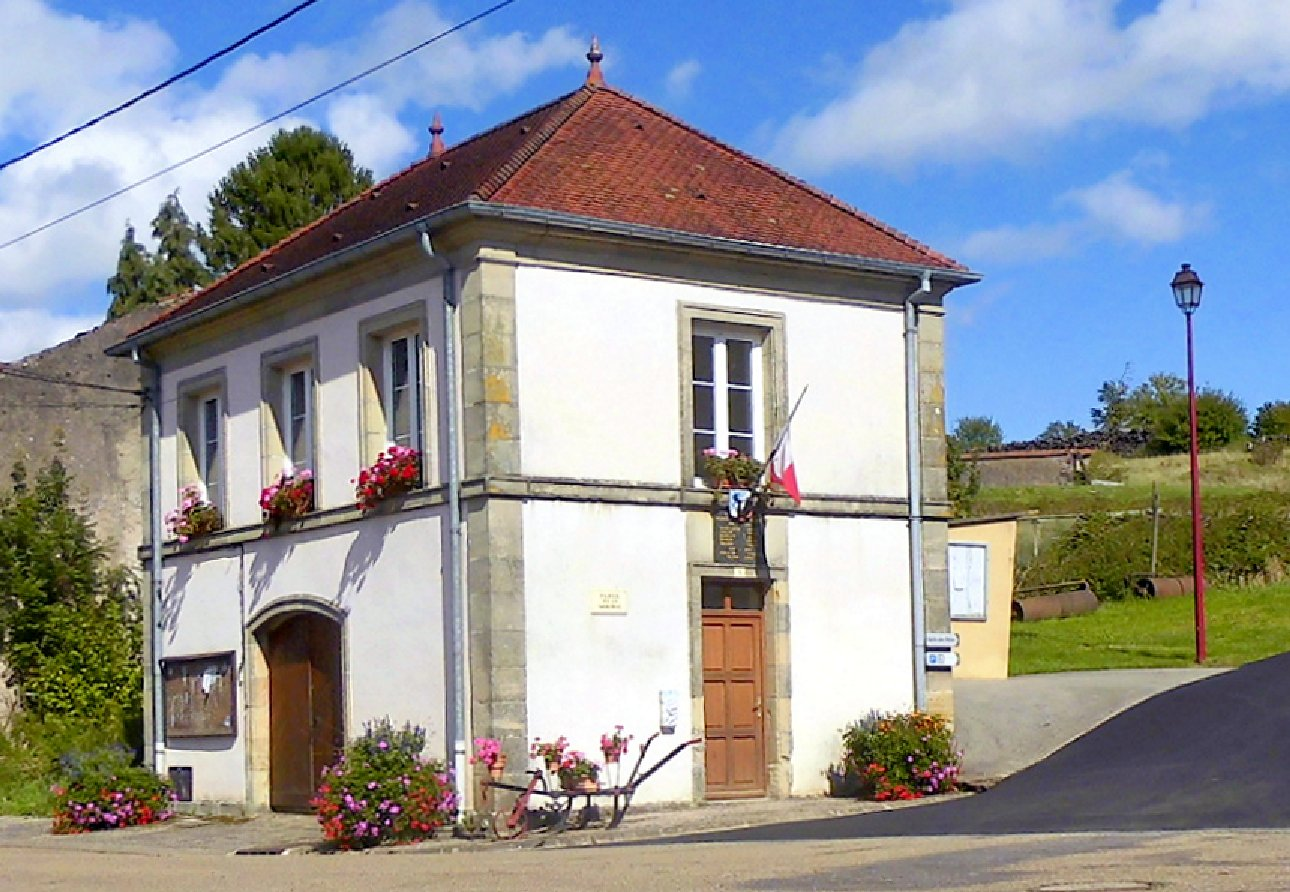
Mairie und Calvaire (rechts)
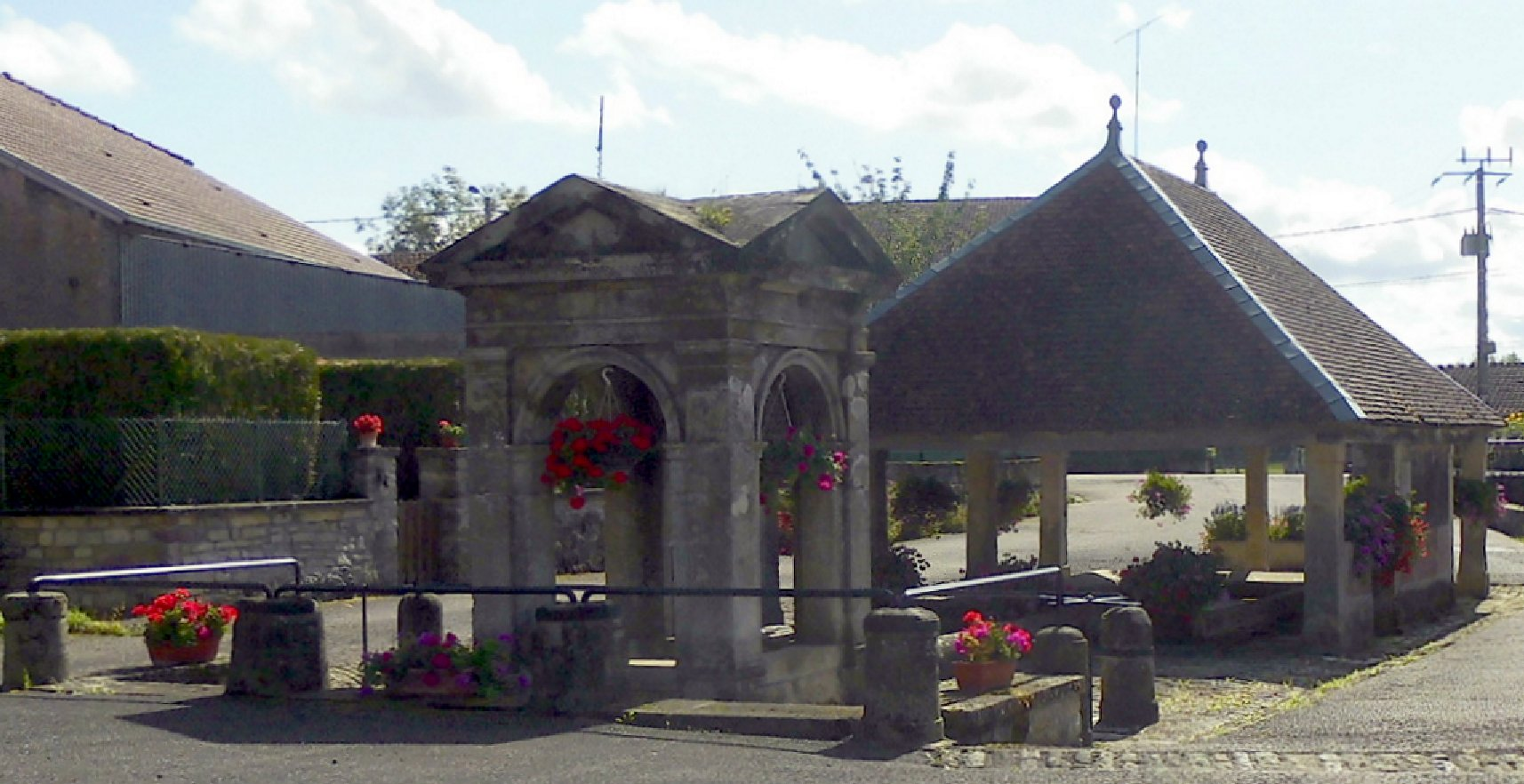
Lavoir

## Bevölkerung
| Jahr                       | 1962 | 1968 | 1975 | 1982 | 1990 | 1999 | 2010 | 2019 |
| Einwohner                  | 79   | 80   | 74   | 73   | 52   | 46   | 56   | 44   |
| Quellen: Cassini und INSEE |      |      |      |      |      |      |      |      |

Mit 47 Einwohnern (1. Januar 2022) gehört Hurecourt zu den kleinsten Gemeinden des Départements Haute-Saône. Nachdem die Einwohnerzahl während des 20. Jahrhunderts deutlich abgenommen hatte (1881 wurden noch 231 Personen gezählt), stagnieren die Bevölkerungszahlen seit Beginn des 21. Jahrhunderts.

## Wirtschaft und Infrastruktur
Hurecourt ist noch heute ein vorwiegend durch die Landwirtschaft (Ackerbau, Weinbau und Viehzucht) und die Forstwirtschaft geprägtes Dorf. Außerhalb des primären Sektors gibt es nur wenige Arbeitsplätze im Ort. Viele Erwerbstätige sind deshalb Wegpendler, die in den größeren Ortschaften der Umgebung ihrer Arbeit nachgehen.
Die Ortschaft liegt abseits der größeren Durchgangsachsen nahe einer Departementsstraße, die von Vauvillers nach Faverney führt. Weitere Straßenverbindungen bestehen mit Demangevelle, Montdoré und Polaincourt.